# تیموتی تیلور
تیموتی تیلور (به انگلیسی: Timothy Taylor) (زاده ۱۹۶۰) باستان‌شناس مشهور انگلیسی با تخصص باستان‌شناسی پیش از تاریخ و تئوری‌های باستان‌شناسی است.
وی متولد نورفک کشور انگلستان و فارغ التحصیل دانشگاه کمبریج و دانشگاه آکسفورد می‌باشد.